# Kalisjte
Kalisjte (bulgariska: Калище) är ett distrikt i Bulgarien.   Det ligger i kommunen Obsjtina Kovatjevtsi och regionen Pernik, i den västra delen av landet, 50 km sydväst om huvudstaden Sofia.
Omgivningarna runt Kalisjte är en mosaik av jordbruksmark och naturlig växtlighet. Runt Kalisjte är det ganska glesbefolkat, med 45 invånare per kvadratkilometer.